# Sautron
Sautron är en kommun i departementet Loire-Atlantique i regionen Pays de la Loire i nordvästra Frankrike. Kommunen ligger i kantonen Orvault som tillhör arrondissementet Nantes. År 2022 hade Sautron 8 534 invånare.

## Befolkningsutveckling
Antalet invånare i kommunen Sautron
| Referens: INSEE |